# Mene tekel

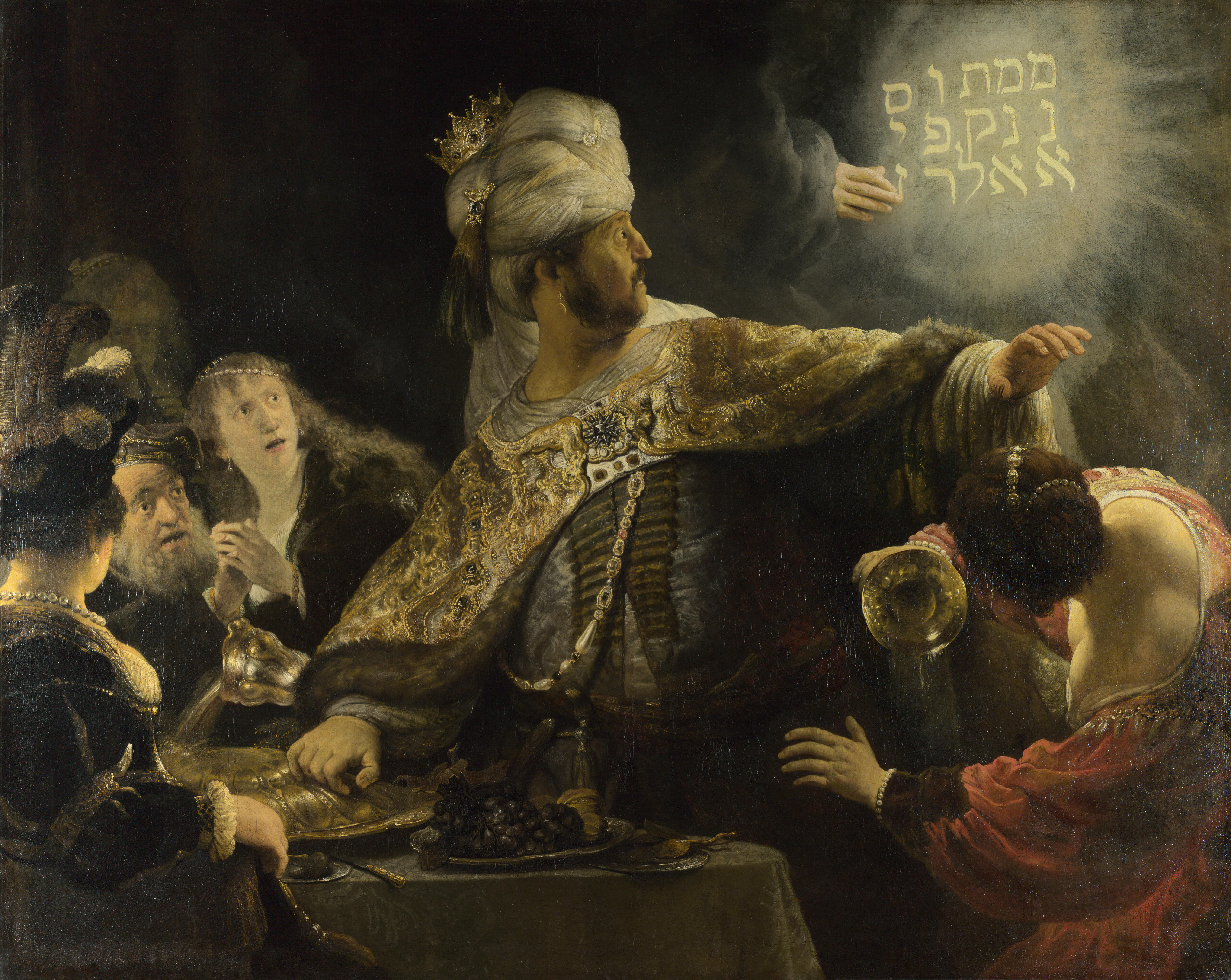
Rembrandtovo ztvárnění chvíle, kdy se na stěně objevilo varování

Mene tekel jsou první dvě slova údajného tajemného varování krále Belsazara (Belšasara). Přeneseně označuje naléhavé varování, výstrahu.

## Původ úsloví
V příběhu z knihy Daniel Starého zákona král zneuctí zlaté a stříbrné nádoby, které z Šalamounova chrámu v Jeruzalémě odnesl jeho otec Nebukadnesar II. (skutečným otcem Belsazara byl poslední novobabylónský král Nabonid). Poté se objevila ruka a napsala na stěnu
(Mene mene tekel ú-parsín), což královi vykladači neuměli vyložit. Až prorok Daniel královi vysvětlil, že Mene znamená, že Bůh jeho kralování sečetl a ukončil, Tekel, že byl král zvážen na vahách a shledán nedostatečným, a Peres – že bude jeho království rozděleno Peršanům a Médům. Král poté skutečně zemře.
Slova mají i známý význam v aramejštině, kde označují peněžní jednotky minu, šekel a půlšekel.
| „                                 | Balsazar král učinil hody veliké tisíci knížatům svým, a před nimi víno pil. A když pil víno Balsazar, rozkázal přinésti nádobí zlaté a stříbrné, kteréž vynesl Nabuchodonozor otec jeho z chrámu Jeruzalémského, aby z něho pili král i knížata jeho, ženy jeho i ženiny jeho. | “ |
| — Bible kralická, Daniel 5, 1 - 2 | |   |

| „                                   | A totoť jest písmo napsané: Mene, mene, tekel, ufarsin, [totiž: Zčetl jsem, zčetl, zvážil a rozděluji.] Tento pak jest výklad slov: Mene, zčetl Bůh království tvé, a k konci je přivedl. Tekel, zvážen jsi na váze, a nalezen jsi lehký. Peres, rozděleno jest království tvé, a dáno jest Médským a Perským. Tedy z rozkazu Balsazarova oblékli Daniele v šarlat, a řetěz zlatý dali na hrdlo jeho, a rozhlašovali o něm, že má býti pánem třetím v království. V touž noc zabit jest Balsazar král Kaldejský. Darius pak Médský ujal království v letech okolo šedesáti a dvou. | “ |
| — Bible kralická, Daniel 5, 25 - 31 | |   |

Historicky vzato není vůbec známo, co se s Belsazarem, který fungoval jako spoluvládce svého otce, po pádu Novobabylonské říše stalo.

## Přenesené významy
- Přeneseně se slovní spojení „Mene tekel“ (či „menetekel“) používá jako označení naléhavého varování před bezprostředně hrozící pohromou. (Např. v Nezvalově českém překladu básně Edgara Allana Poea Havran.[3])
- Od spojení je odvozen název mezinárodního festivalu proti totalitě Mene Tekel[4]